# 1980 في السعودية
تحتوي هذه المقالة على أهم الأحداث التي شهدتها السعودية في 1980، إضافة إلى أهم الشخصيات السعودية التي وُلدت أو تُوفيت في هذه السنة.

## السياسة

### الحكم
الملك: خالد بن عبد العزيز آل سعود

## أحداث
- السعودية تسيطر بشكل كامل على شركة أرامكو.[1]

### يناير
- 1: وزير الخارجية سعود بن فيصل بن عبد العزيز آل سعود ينفي أنباء اعتزام السعودية إقامة علاقات دبلوماسية مع دول شيوعية.[2]

### مايو
- 4:
  - افتتاح الندوة الرابعة للتراث الشعبي من تنظيم قسم اللغة العربية بكلية الآداب بجامعة الرياض.[3]
  - افتتاح مركز جديد للعلوم والرياضيات في مكة المكرمة تحت إشراف وزارة المعارف.[4]
- 6:
  - رئيس جمهورية كوريا الجنوبية تشر تشيو كيوهاني يزور السعودية بدعوة من الملك خالد بن عبدالعزيز آل سعود.[5]
  - البدء في مشروع انشاء المستشفى المركزي الجديد بمدينة بريدة في حي الصفرا جنوب مبنى التلفزيون ويتسع لـ 500 سرير ويشمل العديد من التخصصات.[6]
- 20: شركة أرامكو تعلن عن اكتشاف خمسة حقول جديدة للزيت في الدئب والعريدة والجوب والسمين على اليابسة والهامور في المنطقة المعمورة وحقل الصداوى.[7]

### يونيو
- 5:
  - وصول الدفعة الأولى من سرب طائرات اف15 إلى المملكة العربية السعودية حيث تعاقدت المملكة مع الولايات المتحدة لشراء ستين طائرة.[8]
  - افتتاح مطار الأمير نايف بن عبد العزيز الدولي تحت رعاية الأمير عبد الإله بن عبد العزيز آل سعود و ناصر العساف رئيس الطيران المدني. حيث تبلغ مساحة المبنى الرئيسي للمطار الخاصة بصالة القدوم والمغادرة 2270 متر مربع وتتسع صالة القدوم لـ 600 راكب في الساعة كما تتسع صالة المغادرة 240 راكبًا في الساعة، كما يضم المطار مبنى للشحن الجوي و مدرج طوله 3000 متر وعرضه 45 مترًا.[9]
- 19: افتتاح معرض محلي عام نسائي بمركز الخدمة الاجتماعية بالقطيف ويستمر لمدة أسبوعين. يضم المعرض الإنتاج النسوي لأعمال السيدات الملتحقات بالمركز في مجال الخياطة والأشغال النسوية والتدبير المنزلي والصناعات الريفية والمنزلية وصناعة السجاد والنسيج الآلي.[10]

### أغسطس
- 6: وصول الرئيس العراقي صدام حسين إلى الطائف، وهي أول رحلة يقوم بها إلى الخارج منذ توليه الرئاسة سنة 1979م وأول زيارة يقوم بها رئيس عراقي إلى السعودية منذ سقوط الحكم الملكي في العراق سنة 1958م. تخلل الزيارة تأكيد الملك خالد والرئيس صدام في البيان الختامي إدانتهما لإعلان إسرائيل ضم القدس، وتهديدهما بقطع العلاقات الدبلوماسية مع أي دولة تعترف بذلك.[11]
- 14:
  - علي الشاعر سفير السعودية في بيروت يقدم عدد من الشيكات إلى مجموعة من المؤسسات والجمعيات الخيرية الإسلامية في لبنان بلغت قيمتها 650 ألف ليرة لبنانية. (كانت قيمة الليرة في ذلك الوقت تساوي  2.3 و4.3 ليرة للدولار الواحد).
  - البدء في ايصال التيار الكهربائي إلى قرية العمران الواقعة في محافظة الأحساء شرق المملكة العربية السعودية.
  - تقديم مسرحية "سقوط الحساب" من لجنة الفنون المسرحية بالمركز الرئيسي بالرياض التابع للجمعية العربية السعودية للثقافة والفنون بقاعة المحاضرات بالمربع.[12]
- 19: حادثة احتراق طائرة الرحلة 163 التابعة للخطوط الجوية العربية السعودية بعد هبوطها اضطرارياً في مطار الرياض القديم.[13]

### نوفمبر
- 30: قيام الأمير عبد الله بن عبد العزيز آل سعود بوساطة سعودية لحل الأزمة بين الأردن و سوريا، وقد أدَّت إلى تهدئة الأمور بين الدولتين.[14]

## مواليد

### يناير
- 1:
  - محمود عمر بن عاطف، أحد المعتقلين في سجن غوانتانامو وهو يمني من مواليد مكة.
- 13: أحمد سمتر، لاعب كرة سلة.

### فبراير
- 5: مناف أبو شقير، لاعب كرة قدم سابق.[15]

### مارس
- 7: هشام الهويش، ممثل ومُقدِّم برامج.

### أبريل
- 28: شمس الكويتية، مغنية كويتية.
- 29: محمد أمين الغامدي، لاعب كرة قدم.[16]
- 30: مخلد العتيبي، منافِس أوليمبي.

### مايو
- 5: عبد الرحمن العوسي، إمام وقارئ ومعلم.[17]
- 8: وصل الذويبي، لاعب كرة قدم.[18]
- 15: فوزي الشهري، لاعب كرة قدم.[19]
- 16: غانم الدوسري، ناشط ومعارض سياسي.

### يونيو
- 14: محمد الراشد، لاعب كرة قدم.[20]
- 18: سياف البيشي، لاعب كرة قدم سابق.[21]

### يوليو
- 8: سعود كريري، لاعب كرة قدم سابق.[22]
- 17: يحيى العسيري، معارض سياسي و ناشط حقوقي.
- 24: سلمان بن عبد العزيز بن سلمان بن محمد آل سعود، رجل أعمال من آل سعود.

### أغسطس
- 6: سعد الشمري، لاعب كرة قدم قطري من أصل سعودي.
- 13: سعود الخيبري، لاعب كرة قدم.[23]
- 30: علاء الكويكبي، لاعب كرة قدم.[24]

### سبتمبر
- 18: أحمد البحري، لاعب كرة قدم.[25]

### أكتوبر
- 11: أحمد الحزنوي، أحد المتهمين في أحداث 11 سبتمبر.
- 22: وون هو تشونغ، ممثل وفنان كوميدي من كوريا الجنوبية حاصل على الجنسية الأردنية من مواليد جدة.

### نوفمبر
- 15: حمزة نمرة، مغني مصري من مواليد أبها.
- 18: حمزة الغامدي، أحد المتهمين في أحداث 11 سبتمبر.

### ديسمبر
- 8: محمد الشلهوب، لاعب كرة قدم.[26]
- 10: عبد الرحمن الشعيبي، لاعب كرة قدم سابق.[27]

## وفيات

### يناير
- 9: جهيمان العتيبي، متمرد وقائد عملية الإستيلاء على الحرم المكي (و. 1936).
- فواز بن سعود بن عبد العزيز آل سعود، أحد أبناء الملك سعود.